# Stella Huselius
Stella Huselius (* 22. Juli 2004 in Stockholm, Schweden) ist eine schwedische Handballspielerin, die für den schwedischen Erstligisten IK Sävehof aufläuft.

## Karriere

### Im Verein
Huselius erlernte das Handballspielen bei Tyresö Handball. Über die Zwischenstation Skuru IK gelangte sie im Jahr 2019 zu IK Sävehof. Dort rückte die Außenspielerin im Jahr 2021 in den Kader der Erstligamannschaft auf. Gleich in ihrer ersten Saison gewann sie mit Sävehof die schwedische Meisterschaft. Huselius steuerte im gesamten Saisonverlauf 36 Treffer zum Erfolg bei. Mit Sävehof gewann sie 2023 und 2024 sowohl die schwedische Meisterschaft als auch den schwedischen Pokal.

### In Auswahlmannschaften
Huselius gehört dem Kader der schwedischen Jugendnationalmannschaft an. Bei ihrer ersten Turnierteilnahme, in deren Verlauf Huselius 23 Treffer erzielte, belegte sie mit der schwedischen Auswahl den zwölften Platz bei der U-17-Europameisterschaft 2021. Huselius belegte mit dem schwedischen Aufgebot bei der U-18-Weltmeisterschaft 2022 den sechsten Platz und wurde in das All-Star-Team berufen. Im folgenden Jahr steuerte sie 25 Treffer zum fünften Platz bei der U-19-Europameisterschaft bei.

## Sonstiges
Ihr Vater Kristian Huselius spielte Eishockey in der amerikanischen Profiliga NHL.